# 程烈
程烈（1497年—？），字惟光，號浮璧，直隸徽州府歙縣人，民籍，明朝政治人物。

## 生平
嘉靖七年（1528年）戊子科應天鄉試第三名舉人，八年（1529年）中式己丑科會試第二百十八名，二甲第四十六名進士。授工部主事，十四年（1535年）十一月擬升廣東道監察御史，但被明世宗否決，仍任原職。

## 家族
曾祖程瑞；祖父程祚，封監察御史；父程楷。母宋氏。慈侍下。兄程㢘（貢士）、程點、程默（貢士）、程然（貢士）、程勳，弟程庶、程煦、程黔、程熟。